# Collyria orientator
Collyria orientator là một loài tò vò trong họ Ichneumonidae.